# دبیرخانه بخش کونداساله
دبیرخانه بخش کونداساله (به لاتین: Kundasale Divisional Secretariat) یک منطقهٔ مسکونی در سری‌لانکا است که در ناحیه کندی واقع شده‌است.